# 98 (getal)
98 (achtennegentig) is het natuurlijke getal volgend op 97 en voorafgaand aan 99.
In de Franse taal (vooral in Frankrijk) is het getal 98 samengesteld uit meerdere telwoorden: quatre-vingt-dix-huit (4 × 20 + 10 + 8). Andere Franstaligen, zoals de Belgen en de Zwitsers, gebruiken: nonante-huit.

## In de wiskunde
Er is geen oplossing voor Eulers totiëntvergelijking φ(x) = 98, waarmee 98 een niettotiënt is.

## Overig
98 is ook:
- het jaar A.D. 98 en 1698, 1798, 1898 en 1998.
- het landnummer voor internationale telefoongesprekken naar Iran.
- het atoomnummer van het scheikundig element californium (Cf)

Windows 98 was een grafisch operating system van Microsoft.